# Mesas de Iguaje
Mesas de Iguaje es una meseta en Colombia. Está ubicada en el departamento del Caquetá, en la parte central del país, a 400 km al sur de Bogotá, la capital del país. Mesas de Iguaje se encuentra a 251 metros sobre el nivel del mar.
El terreno alrededor de Mesas de Iguaje es plano. El punto más alto de la zona tiene una altura de 514 metros y se encuentra a 18,3 km al sur de Mesas de Iguaje. La densidad poblacional es de menos de 2 personas por kilómetro cuadrado alrededor; no hay ningún pueblo alrededor. Mesas de Iguaje está casi completamente rodeada de bosque.
El clima es tropical. La temperatura promedio es de 22 °C. El mes más caluroso es enero, con 24 °C , y el más frío es junio, con 20 °C. La precipitación media es de 3764 milímetros al año. El mes más lluvioso es junio, con 487 milímetros de lluvia, y el más seco es enero, con 118 milímetros.